# FC Union Mühlhausen
FC Union Mühlhausen is een Duitse voetbalclub uit Mühlhausen, Thüringen.

## Geschiedenis
De club ontstond in 1972 door een fusie tussen BSG Post en BSG Motor Mühlhausen en werd zo BSG Union Mühlhausen. Beide clubs speelden jarenlang in de Bezirksliga Erfurt, de derde klasse. De verhoopte promotie naar de DDR-Liga kwam er pas in 1989. Na één seizoen degradeerde de club echter weer. Na de Duitse hereniging werden de BSG’s ontbonden en werd de naam SV Union aangenomen. In 1994 veranderde de club de naam in SV 1899 Mühlhausen. Dit sloeg op de club die in 1918 ontstond door een fusie tussen Germania en Teutonia Mühlhausen. Germania was in 1900 een van de stichtende clubs van de Duitse voetbalbond.
Door het groot aantal leden werd de voetbalafdeling in 1997 terug zelfstandig onder de naam FC Union Mühlhausen. SV 1899 bleef verder bestaan in andere sportafdelingen maar bleef ook actief in voetbal. De club pendelt tussen de Landesliga en Landesklasse. In 2010 promoveerde de club opnieuw naar de Landesliga die in dit seizoen werd omgedoopt in Verbandsliga, de zesde klasse. In 2016 degradeerde de club.